# 24010 Stovall
24010 Stovall este un asteroid din centura principală de asteroizi.

## Descriere
24010 Stovall este un asteroid din centura principală de asteroizi. A fost descoperit pe 8 septembrie 1999 la Socorro, New Mexico, în cadrul proiectului LINEAR. Asteroidul prezintă o orbită caracterizată de o semiaxă mare de 2,25 ua, o excentricitate de 0,12 și o înclinație de 5,6° în raport cu ecliptica.